# Louville (cràter)

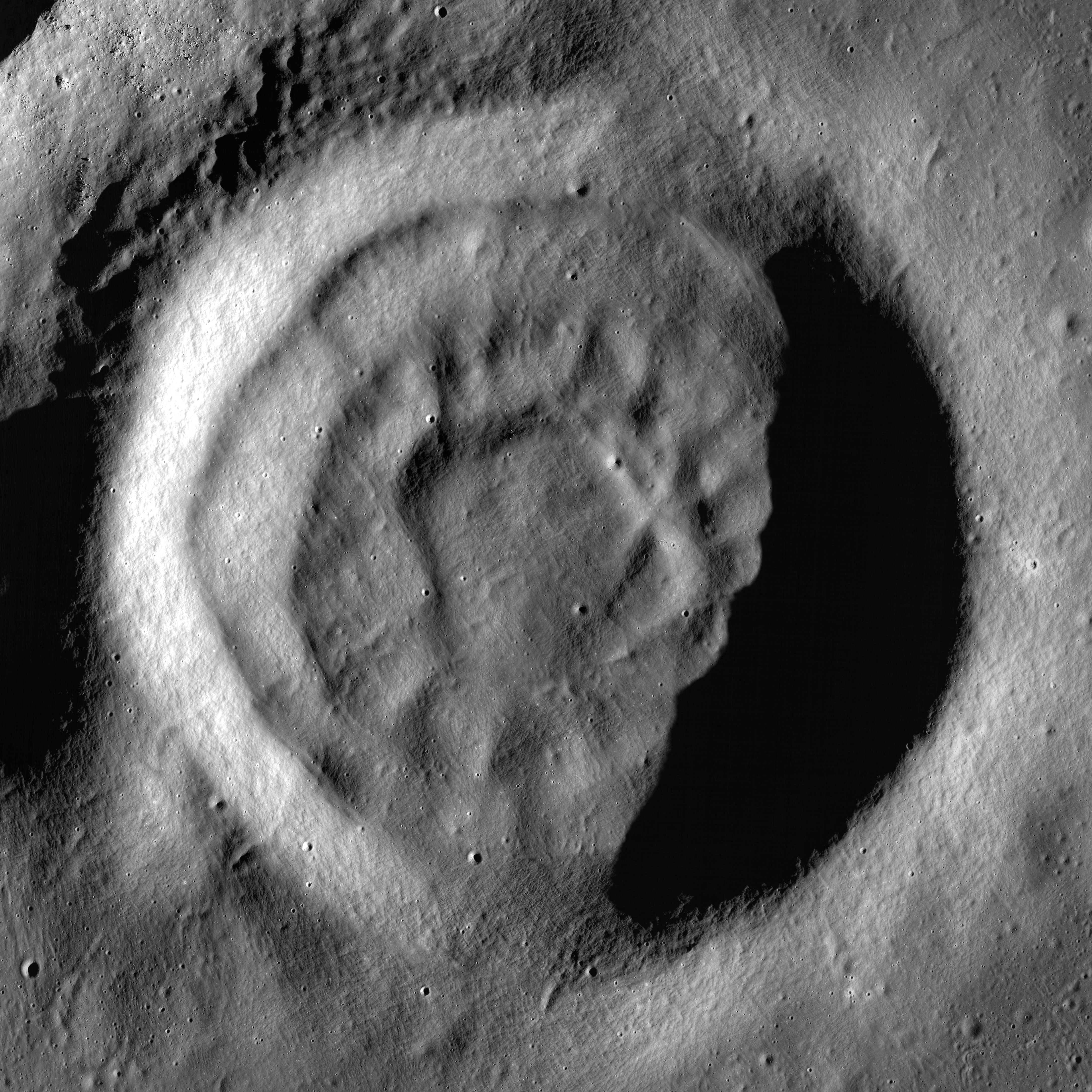
Cràter Louville DA (Imatge LRO)

Louville és un cràter d'impacte lunar que es troba en la vora occidental del Sinus Roris, una badia en la part nord del Oceanus Procellarum, al nord-oest del cràter Mairan, en una secció triangular de terreny continental a l'oest del Sinus Iridum i la Mare Imbrium.

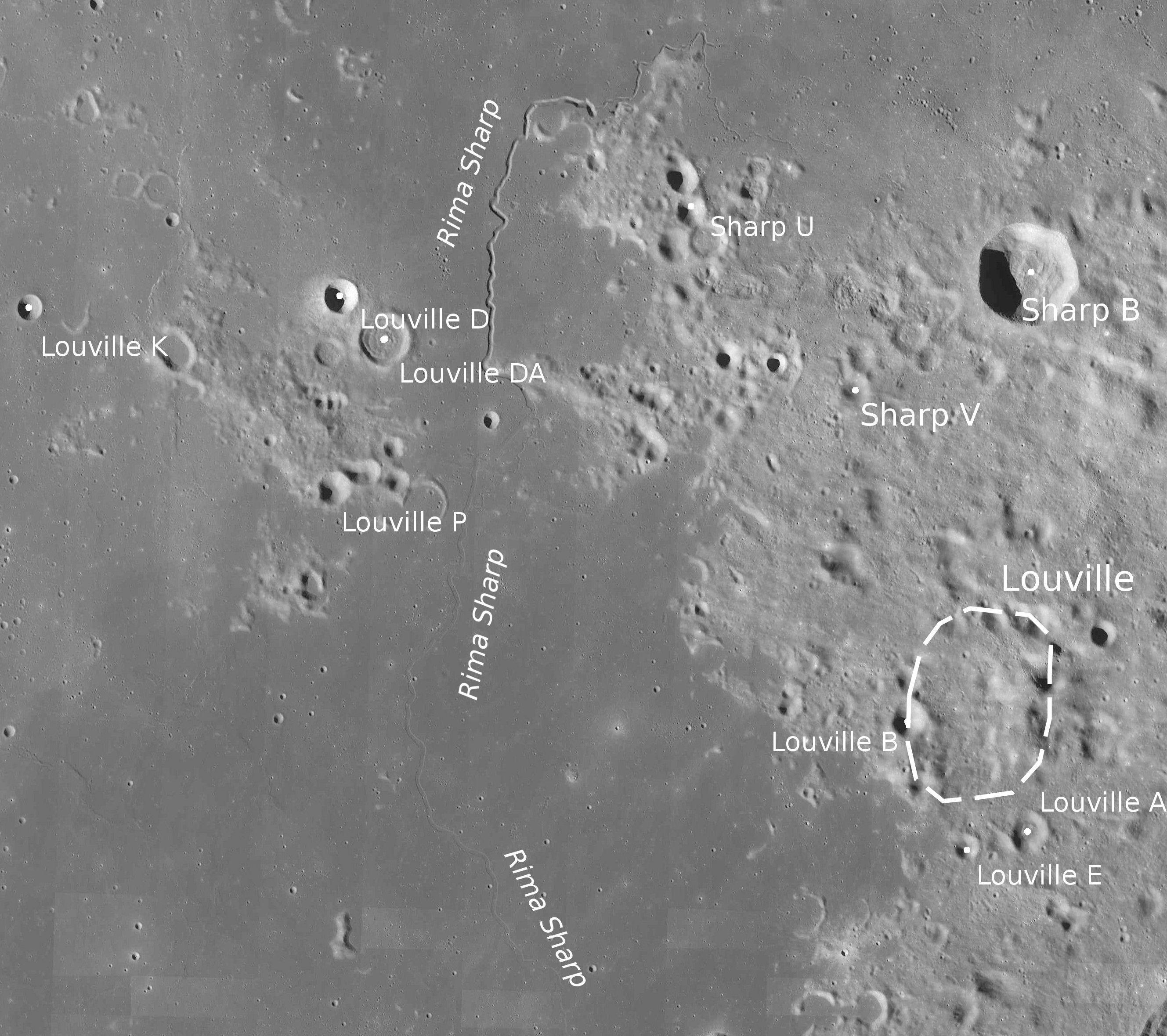
Entorn de Louville. Fotografia de la missió LRO

Aquesta formació de cràters ha estat molt erosionada per nombrosos impactes, fins al punt que la superfície és una mica difícil de distingir del terreny accidentat circumdant, quedant reduïda a una depressió irregular en la superfície amb trets desgastats i desiguals. El petit cràter Louville B es troba en la vora occidental, mentre que Louville A apareix just al sud-est.
A l'oest, travessant el mar lunar, es localitza una esquerda llarga i prima denominada Rima Sharp, que segueix un rumb generalment nord-sud, començant al nord-oest de Louville i continuant fins que acaba al sud-sud-oest. El diàmetre envolupant d'aquesta formació és de 107 km.

## Cràters satèl·lit
Per convenció aquests elements són identificats en els mapes lunars posant la lletra en el costat del punt central del cràter que està més proper a Louville.
|          | \| Louville \| Coordenades \| Diàmetre \| \| -------- \| ------------------------------------ \| -------- \| \| A \| 43° 12′ N, 45° 18′ O / 43.2°N,45.3°O \| 8 km \| \| B \| 44° 00′ N, 46° 30′ O / 44.0°N,46.5°O \| 8 km \| \| D \| 46° 54′ N, 52° 06′ O / 46.9°N,52.1°O \| 7 km \| \| DA \| 46° 36′ N, 51° 42′ O / 46.6°N,51.7°O \| 11 km \| \| E \| 43° 06′ N, 45° 54′ O / 43.1°N,45.9°O \| 6 km \| \| K \| 46° 48′ N, 55° 12′ O / 46.8°N,55.2°O \| 5 km \| \| P \| 45° 36′ N, 52° 12′ O / 45.6°N,52.2°O \| 7 km \| |          |
| Louville | Coordenades | Diàmetre |
| A        | 43° 12′ N, 45° 18′ O / 43.2°N,45.3°O | 8 km     |
| B        | 44° 00′ N, 46° 30′ O / 44.0°N,46.5°O | 8 km     |
| D        | 46° 54′ N, 52° 06′ O / 46.9°N,52.1°O | 7 km     |
| DA       | 46° 36′ N, 51° 42′ O / 46.6°N,51.7°O | 11 km    |
| E        | 43° 06′ N, 45° 54′ O / 43.1°N,45.9°O | 6 km     |
| K        | 46° 48′ N, 55° 12′ O / 46.8°N,55.2°O | 5 km     |
| P        | 45° 36′ N, 52° 12′ O / 45.6°N,52.2°O | 7 km     |